# Kangeq
Kangeq – opuszczona miejscowość w Sermersooq na południowo-zachodniej Grenlandii. Znajduje się na tej samej wyspie, która stanowiła pierwszą duńską kolonię na Grenlandii między rokiem 1721 a 1728. Miejscowość została opuszczona w latach 60. XX wieku.
Kangeq znajdowała się na trasie migracji starożytnych Eskimosów. Obecnie Kangeq jest miejscem odwiedzanym przez turystów.
Miejscowość jest miejscem urodzenia Arona z Kangeq, inuickiego myśliwego, malarza i historyka.
W 2009 roku stare domy zostały wykorzystane jako tło dla filmu Eksperimentet, pokazującego wygląd Nuuk z 1952 roku.

## Przypisy

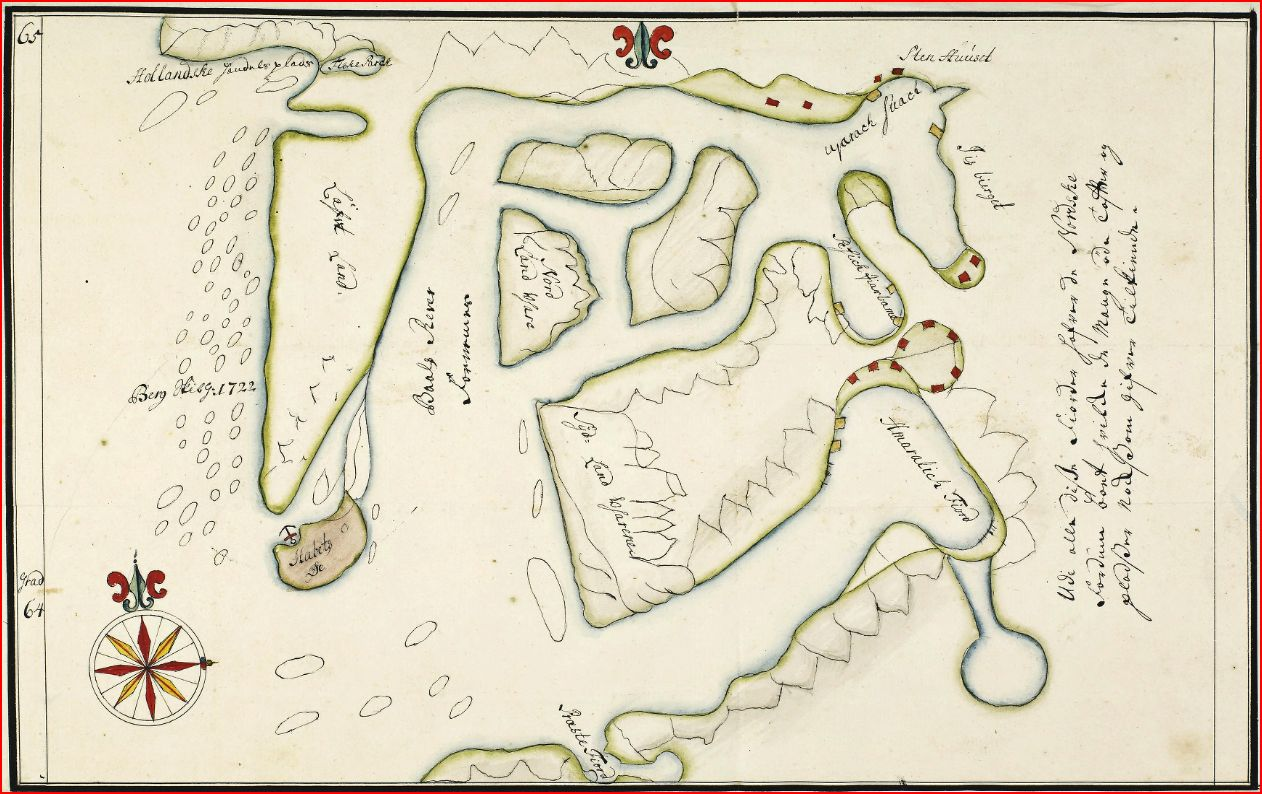
Mapa autorstwa Hansa Egede

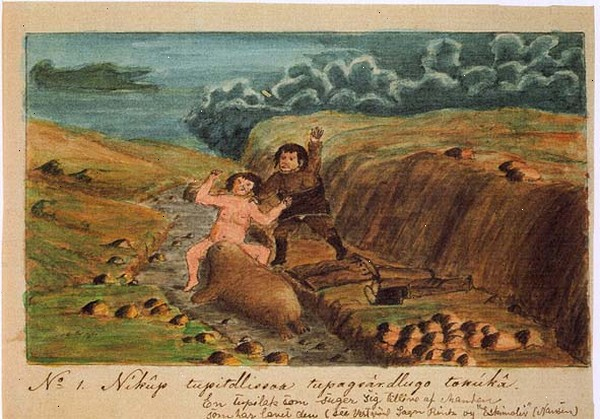
Tupilak, kobieta i mężczyzna autorstwa Arona z Kangeq